# 三高男
三高（日语：／）是1980年代末泡沫經濟全盛時期，日本社會的一個流行語，意指當時日本女性選擇戀愛結婚，提出對擇偶的主要條件，即是指符合以下三項標準：「高學歷」、「高收入」和「高身長」（身高要高）。
這個現象充份反映日本社會在泡沫經濟時期，對物質上的需求遠超於心理素質的現象。因此，「三高」結果導致了自從明治時代以後，日本第一次出現男性難以找到結婚對象的情況。泡沫經濟崩潰後，日本的經濟低迷，三高便順理成章地成為過去；然而，男性擇偶困難這一點卻未有明顯改變，2003年心理學者小倉千加子曾经指出，在泡沫經濟爆破後的日本，女性向男性要求的條件逐漸轉變，但要求依然相對地高。
同时在大中华地区，中国大陆有类似的“高富帥”一詞，意為“身材高、財富多、長相帥”；臺灣有近義詞“溫拿”（英文winner的諧音，指成功者、胜利者），代表社会上的「人生勝利組」；新加坡称为“5C”，表示拥有金钱、汽车、信用卡、公寓和俱乐部会员的高尚阶级。